# Verdammt, die Zombies kommen
Verdammt, die Zombies kommen (englischer Originaltitel: The Return of the Living Dead) ist eine US-amerikanische Zombie-Komödie von seinem Drehbuchautor Dan O’Bannon aus dem Jahr 1984. Der Film basiert auf einer Romanvorlage von John Russo. Dieser zeichnete zusammen mit George A. Romero auch schon für das Drehbuch und den Schnitt zu Night of the Living Dead (Die Nacht der lebenden Toten) verantwortlich. O’Bannons Film nimmt auch inhaltlich Bezug auf Romeros Klassiker von 1968. Bisher wurden vier Fortsetzungen von O’Bannons Zombie-Komödie produziert.
Der Film kam am 20. März 1986 nur gekürzt in die deutschen Kinos. Im Dezember 1986 wurde die ebenfalls gekürzte Video-Fassung indiziert. Im September 2011 wurde die Indizierung aufgehoben und seit der Neuprüfung im Oktober 2011 ist der Film ab 16 Jahren freigegeben.

## Handlung
Frank und Freddy, zwei Mitarbeiter eines medizinischen Versandhauses bringen ein Armeefass zum Bersten, in dem sich nicht nur ein Zombie befindet, sondern auch die Chemikalie 2,4,5-Trioxin, die für den Zustand der „untoten“ Kreatur verantwortlich ist. Die beiden Angestellten atmen die Substanz ein und werden nun ihrerseits in den Zustand eines „lebenden Toten“ versetzt.
Durch das ausströmende Gas erwacht eine Leiche in der Kühlkammer des Versandhauses zum Leben und Frank und Freddy müssen feststellen, dass es nicht wie im Zombiefilm funktioniert, Untote zu beseitigen, wie der ältere Lagerverwalter aus dem Film Die Nacht der lebenden Toten von George A. Romero beschrieb: Es reicht nicht aus, einfach das Gehirn des Zombies zu zerstören. Selbst als sie ihn in kleine Stücke zersägen, wehrt er sich immer noch. Ihnen fällt nichts Besseres ein, als die Stücke im benachbarten Krematorium mit Hilfe des Leichenbestatters Ernie Kaltenbrunner zu verbrennen.
Während der Einäscherung braut sich ein Gewitter zusammen, und der Regen verteilt die Asche auf dem örtlichen Friedhof der Kleinstadt, auf dem sich eine Bande von Punks vergnügt.
Durch das Asche-Wasser-Gemisch werden die Toten wieder zum Leben erweckt. Währenddessen geht es den beiden nichtsahnenden Mitarbeitern immer schlechter. Die herbeigerufenen Paramedics sind ratlos, da sie bei den beiden keinen Puls feststellen können, und deren Temperatur auf Raumtemperatur gesunken ist. Als sie Tragen holen gehen, werden sie von Zombies angegriffen und getötet. Die Punks fliehen in Panik vor den lebenden Toten, und ein Teil von ihnen versteckt sich im Krematorium.
Die Versuche der im Krematorium Eingeschlossenen, die Polizei zu rufen, schlagen fehl, da alle Telefone aus unerklärlichen Gründen plötzlich funktionslos sind. So bleibt ihnen nichts anderes übrig, als sich dort zu verbarrikadieren. Nachdem auch eine nachfolgende zweite Krankenwagenbesatzung getötet wurde, macht sich eine Polizeistreife auf den Weg, die Geschehnisse zu untersuchen. Sofort nach ihrer Ankunft werden die Polizisten, wie vorher auch die Sanitäter, von Zombies in ihresgleichen verwandelt. Einer der Zombie-Polizisten meldet sich bei der Zentrale und bestellt „mehr Cops“. Den beiden Angestellten geht es derweil immer schlechter; die Leichenstarre wird immer stärker.
Zwei weitere Eingeschlossene, der Direktor des Versandhauses Burt Wilson und der Punk Spider, versuchen eine Flucht durch den Hinterausgang. Sie schaffen es sogar bis in den Polizeiwagen, doch der ursprüngliche Plan, die anderen damit abzuholen, wird von den Zombies vereitelt. Auch der Versuch, aus dem Viertel herauszukommen, schlägt fehl, und sie landen schließlich im medizinischen Versandhaus.
Die angeforderten „Cops“ werden von einem der beiden getöteten und somit infizierten Polizisten in Sicherheit gewogen, bis auch sie von den vor allem Hirn als Speise bevorzugenden Zombies aufgefressen werden können. Daraufhin wird die Gegend mit Straßensperren abgeriegelt.
Im Krematorium verwandelt sich Freddy endgültig in einen Untoten und treibt Ernie und seine „Freundin“ Tina auf den Dachboden. Frank dagegen begeht „Selbstmord“ indem er sich selbst einäschert. Der Direktor dringt mit den letzten drei Überlebenden der Punks in den Keller des Versandhauses ein (der sich dort aufhaltende Zombie wird beseitigt). Von dort aus rufen sie die Polizei an und erleben mit, wie die Straßensperren überrannt werden. Doch die Rettung erscheint plötzlich zum Greifen nah: Auf den Zombiefässern ist eine Telefonnummer für Notfälle aufgedruckt. Der Colonel am anderen Ende fragt den Direktor aus und beruhigt ihn mit der Aussage, dass es genau für diesen Fall einen Notplan gebe.
Dann befiehlt der Offizier den Abschuss eines Nukleargeschosses auf das Viertel, um damit alle Infizierten zu vernichten. Die durch die Explosion entstehenden Feuer, so berichtet der Colonel, würden durch ein Gewitter in kurzer Zeit gelöscht werden. Der Abspann deutet nur noch an, dass das Verbrennen vielleicht doch nicht die beste Problemlösung gewesen ist.

## Kritik
„Banales Grusel- und Horrorstück mit oberflächlich-komischen Elementen und einschlägigen Spezialeffekten.“

## Trivia
- Das Budget des Filmes betrug vier Millionen US-Dollar.
- Tobe Hooper sollte eigentlich die Regie übernehmen, stand aber nicht zur Verfügung, da er gerade an dem britischen Film Lifeforce – Die tödliche Bedrohung arbeitete.
- Ernie Kaltenbrunner hört bei seiner Arbeit im Leichenschauhaus auf seinem Walkman das deutsche Soldatenlied „Panzer rollen in Afrika vor“ von Norbert Schultze.
- Der Film diente als Inspiration für die Hip-Hop-Gruppe Flatbush Zombies.

## Auszeichnungen
- Der Film wurde 1986 in vier Kategorien für den Saturn Award nominiert: Bester Horrorfilm, beste Regie, bestes Make-up sowie James Karen als bester Hauptdarsteller.

## Fortsetzungen und Dokumentationen
Die zweite Fortsetzung wurde von Brian Yuzna inszeniert, Teil vier und fünf von Ellory Elkayem.
- 1988: Toll treiben es die wilden Zombies (Return of the Living Dead Part II)
- 1993: Return of the Living Dead III
- 2005: Return of the Living Dead IV: Necropolis
- 2005: Return of the Living Dead V: Rave to the Grave

Der Low-Budget Independent Film The Dead Hate the Living! aus dem Jahr 2000 trägt auf einigen DVD-Covern ebenfalls den Zunamen „Return of the Living Dead“, dies aber wohl eher aus Marketinggründen als aus Zugehörigkeit zur Reihe.
2011 brachte Michael Perez Entertainment den Dokumentarfilm More Brains – Night of the Living Dead (More Brains! A Return to the Living Dead) heraus. In 115 Minuten sprechen Beteiligte wie Schauspieler, Bühnen- und Maskenbildner, aber auch Regisseur und Drehbuchautor Dan O’Bannon über ihre Erfahrungen bei der Herstellung des Filmes.